# Egmont Manga & Anime
Nội dung bài viết này viết về các công ty của Đức và công ty con của Egmont Ehapa Verlag, không nhầm lẫn với các công ty với Egmont (nhóm phương tiện truyền thông).
Egmont Manga & Anime (EMA) là một trong những nhà xuất bản manga lớn nhất ở Đức. Nó được thành lập vào năm 2000 như một công ty mẹ của Egmont Ehapa, sau sự bùng nổ của cách mạng manga ở Đức trở nên rõ ràng xung quanh. Kể từ năm 2003, EMA đã là một phần của Egmont vgs ở Cologne.